# Lazaro Bruzon

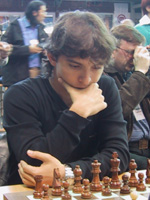
Lazaro Bruzon

Lazaro Bruzon (Holguín, 2 mei 1982) is een Cubaans schaker. Hij is sinds 1999 een grootmeester (GM). Hij was wereldkampioen bij de junioren, twee keer kampioen Amerikaans continent, twee keer Ibero-Amerikaans kampioen en vijf keer kampioen van Cuba. 

## Resultaten
- In 2000 werd Bruzon Wereldkampioen bij de junioren. Hiermee kwalificeerde hij zich voor het Wereldkampioenschap schaken 2002.
- In 2001 mocht Bruzon, als wereldkampioen bij de junioren, meespelen in de kroongroep van het Essent-toernooi in Hoogeveen. Hier werd hij vierde en laatste. Zijn presteren verleidde mede-deelnemer Viktor Kortsjnoj tot de uitspraak: Bruzon is geen Capablanca.
- Bruzón won in 2001 de Lausanne Young Masters, een knockout toernooi, door in de finale te winnen van Etienne Bacrot.[2]
- In november 2001 versloeg hij Liviu Dieter Nisipeanu in de eerste ronde van het FIDE Wereldkampioenschap, en werd zelf in de tweede ronde uitgeschakeld door Kiril Georgiev.
- In 2002 won Bruzon de Elite-groep van het 37e Capablanca Memorial[3] en werd hij in Esbjerg gedeeld eerste met zijn landgenoot Leinier Dominguez bij de Noordzeecup.
- In 2004 speelde hij mee in de 36e Schaakolympiade te Calvia en ook in het Corus-toernooi in Wijk aan Zee. Hier eindigde hij in de B-groep op de eerste plaats met 9 punten uit 13 wedstrijden, waardoor hij gerechtigd werd in 2005 in de A-groep te spelen.[4]
- In juni 2004 won hij met 9 pt. uit 11 het 12e Guillermo Garcia Memorial in de provincie Villa Clara.[5]
- In oktober 2004 speelde hij aan bord 2 voor het Cubaanse team in de 36e Schaakolympiade, waar hij 8 pt. uit 11 behaalde, met performance rating 2771. Zijn team eindigde als zevende.[6]
- In december 2004 werd in Pamploma (Navarra) het Pamploma schaaktoernooi verspeeld dat door Boris Gelfand met 5.5 uit 7 gewonnen werd, Sergej Karjakin werd tweede met 4.5 punt terwijl Lazaro Bruzon met 4 punten derde werd.[7]
- In 2004 won Bruzon voor de eerste keer het schaakkampioenschap van Cuba. Hij won dit ook in 2005, 2007, 2009 en 2010.
- Begin 2005 speelde hij in de A-groep van het Corus-toernooi en eindigde als tiende van 14 deelnemers, met 6.5 pt. uit 13.[8]
- In juni 2005 speelde Lazaro op Curaçao een match tegen Jan Timman bestaande uit vier rapidschaak en vier klassieke partijen. Lazaro verloor de rapid-partijen met 0.5 tegen 3.5 en won de klassieke met 2.5 tegen 1.5
- In mei 2005 vond in Havana op Cuba het Capablanca memorial plaats, dat met 9.5 punt uit 12 ronden gewonnen werd door Vasyl Ivantsjoek. Lazaro eindigde met 7 punten op de tweede plaats, terwijl de Cubaan Neuris Delgado met 6 punten derde werd.
- In augustus 2005 werd met 152 deelnemers in Buenos Aires het Kampioenschap Amerikaans Continent gehouden, dat met 8.5 pt. uit 11 door Bruzon werd gewonnen.[9] Hij kwalificeerde zich hiermee voor de Wereldbeker schaken 2005. In de Wereldbeker won hij van Nikolai Kabanov en van Alexander Onisjtsjoek, en werd vervolgens zelf in de derde ronde uitgeschakeld door Jevgeni Barejev.
- In oktober 2005 werd in Skanderborg het tweede Samba cup toernooi gewonnen door Baadoer Dzjobava, met 5.5 pt. uit 9. Bruzon eindigde met 5 punten op een gedeelde tweede plaats, met Kamil Mitoń, Zhang Pengxiang en Artjom Timofejev.[10]
- In december 2005 won Bruzon het Carlos Torre Repetto Memorial door in de finale te winnen van Michal Krasenkow.[11]
- Bruzon nam in 2006 deel aan het Schaakfestival van Biel, waar hij met 2.5 pt. uit 10 als laatste eindigde.[12] In november 2006 won hij het eerste Ibero-Amerikaanse Schaakkampioenschap.[13]
- Bij de FIDE Wereldbeker 2007 werd hij in de eerste ronde uitgeschakeld door Zdenko Kozul.
- In 2008 won hij het 35e open toernooi van Manresa.[14]
- Eveneens in 2008 won Bruzon in Vlissingen het Hogeschool Zeeland Schaaktoernooi met 7.5 pt. uit 9 met een TPR van 2677.
- Hij nam deel aan de FIDE Wereldbeker 2009, waar hij in de eerste ronde werd uitgeschakeld door Fabiano Caruana.
- In april 2010 werd hij gedeeld eerste met Kamil Mitoń, Bojan Kurajica, Yuri Gonzalez Vidal, Jevgeny Gleizerov en Bartłomiej Heberla op het 4e internationale toernooi "Ciudad de La Laguna" (Tenerife), en was tweede bij verfijnde telling.[15]
- In november 2010 won hij het Magistral Casino van Barcelona round-robintoernooi, waarbij hij via tiebreak boven GM Ivan Salgado Lopez eindigde.[16]
- In 2011 werd hij voor de tweede keer kampioen van het Amerikaanse continent. Bij de Wereldbeker Schaken 2011 won Bruzon achtereenvolgens van de GMs Yuniesky Quesada Perez, Francisco Vallejo Pons en Lê Quang Liêm; in de vierde ronde werd hij uitgeschakeld door Roeslan Ponomarjov, in de blitz tiebreaks.
- Hij won het Torre Memorial in 2013, 2014 en 2015.
- In juli 2013 werd Bruzon gedeeld eerste in het World Open en won het 8e internationale toernooi van Edmonton.[17] In augustus 2013 nam hij deel aan de Wereldbeker Schaken 2013: na in de eerste ronde te winnen van Jevgeni Najer werd hij in de tweede ronde uitgesschakeld door Teimour Radjabov.
- In december 2014 won hij met 8 pt. uit 9 de 5e Latijns-Amerika-Cup.[18]
- Bruzon nam deel aan de Wereldbeker Schaken 2015, waar hij in de tweede ronde werd uitgeschakeld door Vladimir Kramnik.
- In november 2015 werd hij ongedeeld winnaar van het 6e Ibero-Amerikaanse kampioenschap in Bilbao, dit was de tweede keer dat hij dit toernooi won.[19]

## Nationale teams
Bruzon speelde voor Cuba op de Schaakolympiades tussen 2000 en 2014.